# Wasserburg Hesserode
Die Wasserburg Hesserode war eine Niederungsburg in dem Dorf Hesserode, heutiger Stadtteil von Felsberg im nordhessischen Schwalm-Eder-Kreis.

## Geographische Lage
Die Wasserburg befand sich am Südostrand von Hesserode auf 288 m Höhe über NHN, an der nach Mosheim führenden Straße „Zur Wasserburg“ (Kreisstraße 32). Ihre Wassergräben wurden vom Grundwasser und von einem kleinen Quellbach des Frasenbachs, einem Zufluss der Rhünda, gespeist.

## Heutiger Zustand
Das nach der 1636 erfolgten Zerstörung der Burg erst 1665 errichtete und seitdem mehrfach renovierte Herrenhaus mit seinem Krüppelwalmdach ist zweistöckig, mit einem teilweise recht schmuckvollen Fachwerkobergeschoss auf einem größtenteils steinernen und verputzten Erdgeschoss. Unmittelbar südwestlich des Hauses befindet sich ein kleiner Ziergarten. Die Wirtschaftsgebäude des Hofs liegen nördlich und westlich des Herrenhauses.

## Geschichte
Um das Jahr 1300 erbauten „Wederholdus dictus famulus“, landgräflich-hessischer Burgmann zu Homberg, und seine Ehefrau Kunigunde eine Wasserburg am Südrand des Dorfs. Wie lange die beiden im Besitz der Anlage blieben, ist ungewiss: bereits vor 1368 war zumindest das Dorf Hesserode dem Heinrich von Meysenbug verpfändet, und ein um 1368 angefertigtes Verzeichnis der Homberger Burglehen nennt die Söhne des Wiegand Holzsadel als Besitzer von Eigengütern im Ort, wobei jedoch unbekannt ist, um welche Güter es sich dabei handelte.
1403 kam dann das landgräfliche Dorf in den Pfand- und Lehnsbesitz der Homberger Patrizierfamilie Holzsadel, wobei die Wasserburg – laut Hesseröder Dorfchronik – wohl mit eingeschlossen war.
Die Holzsadel blieben wohl noch bis 1514 im Besitz der Burg; ihre Verpfändung eines Hofs „vor dem Kirchhobe“ im Jahre 1416 bezog sich offensichtlich nicht auf das Burggut, und bei dem 1465 vermerkten Besitz derer von Baumbach zu Binsförth und des Hans von Wallenstein in Hesserode – sie wurden in diesem Jahr auch als Patronatsherrn der dortigen Kirche bezeichnet – handelte es sich um andere Höfe, die durch Heirat mit Holzsadel-Töchtern und Erbschaft an sie gekommen waren. Im Jahre 1514 vermachte dann Werner Holzsadel seinen gesamten Lehns- und Allodialbesitz an seine Schwäger Reinhard II. von Baumbach und Hans von Wallenstein, die seine Schwestern Marie und Else geheiratet hatten. Mit seinem Tod im Jahre 1526 erlosch das Geschlecht im Mannesstamm.
In der Folgezeit wechselten die Besitzer von Burg und Hof Hesserode recht häufig. Im Jahre 1585 werden die Herren von Wehren als Lehnsinhaber des Ritterguts und weiterer sechs Höfe in Hesserode genannt; das Gut Wasserburg wird dabei als „freyer Lehenshoff“ bezeichnet. Ab 1600, als die von Wehren in der männlichen Linie erloschen waren, bewohnte und bewirtschaftete ein Zweig der Hess von Wichdorf Burg und Gut. Im Dreißigjährigen Krieg wurden im ersten der beiden in Niederhessen berüchtigten „Kroatenjahre“, 1636, die Burg und mehrere Häuser des Dorfs durch Kroatische Reiter der kaiserlichen Armee zerstört. Erst 1665 konnten die Hess von Wichdorf die Wasserburg wieder aufbauen. Dabei wurde auf dem steinernen Untergeschoss ein Herrenhaus mit Fachwerkobergeschoss errichtet, wie es grundsätzlich noch heute erhalten ist. Der 5 m breite Wassergraben wurde renoviert und von zwei Brücken überquert, eine in nördlicher, eine in südlicher Richtung.
1690 übernahm der landgräfliche Geheimrat und spätere Kanzler Nikolaus Wilhelm Goddaeus den „freien Lehnshoff Rittergut Wasserburg“ und bewirtschaftete diesen bis zu seinem Tod im Jahre 1719. Sein Neffe Regnerus Keil kaufte das „Hofgut Wasserburg“ 1720 von Goddaeus’ Erben, veräußerte es aber bereits 1734 an den Hugenotten Henrich Grandidier. 1778 vermerkte eine Urkunde, dass die Grundherrn des „freyen Hofs“ die Ries‘schen Erben seien, und 1779 erwarb der Hessen-Kasseler Kammer-Assessor Herbert Adolf von Oeynhausen das Gut. Es blieb bis 1877 im Besitz verschiedener Mitglieder des Geschlechts derer von Oeynhausen. Die neben dem Herrenhaus liegende Branntweinbrennerei, das Backhaus und die Chaisenremise wurden 1864 abgebrochen.
Ab 1877 wechselte das Gut mehrmals durch Kauf seinen Besitzer, wobei die landwirtschaftliche Nutzung zunehmend die repräsentativen Aspekte eines einstigen Wasserschlosses beiseite drängte. In den 1960er Jahren wurden große Teile des historischen Wassergrabens mit Erdreich verfüllt und eingeebnet; heute sind nur noch zwei kurze Teile im Osten und Süden als Teiche vorhanden.